# Wellachköpfe
Wellachköpfe är en bergstopp i Österrike.   Den ligger i förbundslandet Tyrolen, i den centrala delen av landet, 300 km väster om huvudstaden Wien. Toppen på Wellachköpfe är 2 587 meter över havet.
Terrängen runt Wellachköpfe är mycket bergig. Runt Wellachköpfe är det ganska glesbefolkat, med 26 invånare per kvadratkilometer.. Närmaste större samhälle är Matrei in Osttirol, 6,1 km söder om Wellachköpfe. 
I omgivningarna runt Wellachköpfe växer i huvudsak blandskog.